# اولگا پال
اولگا پال (انگلیسی: Olga Pall؛ زادهٔ ۳ دسامبر ۱۹۴۷) اسکی‌باز آلپاین اهل اتریش است.
وی در مسابقات کشوری و بین‌المللی در مجموع برندهٔ ۱ مدال طلا شده‌است.